# (2868) Upupa
(2868) Upupa (1972 UA) – planetoida z pasa głównego asteroid okrążająca Słońce w ciągu 4 lat i 264 dni w średniej odległości 2,81 j.a. Została odkryta 30 października 1972 roku przez Paula Wilda.